# WTA Tour Championships 1996
| Prijzengeld \| Resultaat \| Prijzengeld \| \| ------------ \| ----------- \| \| winnares \| $ 500.000 \| \| finale \| $ 250.000 \| \| halve finale \| $ 125.000 \| \| tweede ronde \| $ 65.000 \| \| eerste ronde \| $ 30.000 \| |             |
| Resultaat | Prijzengeld |
| winnares | $ 500.000   |
| finale | $ 250.000   |
| halve finale | $ 125.000   |
| tweede ronde | $ 65.000    |
| eerste ronde | $ 30.000    |

De WTA Tour Championships (officieel Chase Championships) van 1996 vonden plaats van 18 tot en met 24 november 1996 in de Amerikaanse stad New York. Het was de 26e editie van het toernooi. Er werd gespeeld op overdekte tapijtbanen in de Madison Square Garden.

## Enkelspel
De Duitse titelhoudster Steffi Graf was als eerste geplaatst en versloeg in vijf sets de de als zevende geplaatste zestienjarige Zwitserse Martina Hingis.
De Nederlandse Brenda Schultz-McCarthy werd in de eerste ronde uitgeschakeld door de als derde geplaatste Spaanse Arantxa Sánchez Vicario.
Er hadden zich geen Belgische speelsters geplaatst

### Geplaatste speelsters
| Nr. | Speelster               | Rang | Resultaat    | Uitgeschakeld door   |
| --- | ----------------------- | ---- | ------------ | -------------------- |
| 1.  | Steffi Graf             |      | winnares     | winnares             |
| 2.  | Monica Seles            |      | eerste ronde | Kimiko Date (opgave) |
| 3.  | Arantxa Sánchez Vicario |      | kwartfinale  | Jana Novotná         |
| 4.  | Conchita Martínez       |      | kwartfinale  | Iva Majoli           |
| 5.  | Jana Novotná            |      | halve finale | Steffi Graf          |
| 6.  | Anke Huber              |      | eerste ronde | Iva Majoli           |
| 7.  | Martina Hingis          |      | finale       | Steffi Graf          |
| 8.  | Lindsay Davenport       |      | kwartfinale  | Steffi Graf          |

### Toernooischema
| Legenda | Legenda                  |
| ------- | ------------------------ |
| Q       | Qualifier                |
| WC      | Deelname via wildcard    |
| LL      | Lucky Loser              |
| r       | Opgave / trok zich terug |
| w/o     | Walk-over                |
| Alt     | Alternate                |
| SE      | Special Exempt           |
| PR      | Protected Ranking        |
| d       | Diskwalificatie          |

| eerste ronde | eerste ronde            | eerste ronde | eerste ronde | eerste ronde |  |  | tweede ronde | tweede ronde            | tweede ronde | tweede ronde | tweede ronde |  |  | halve finale | halve finale   | halve finale | halve finale | halve finale |  |  | finale | finale         | finale | finale | finale | finale | finale |
|              |                         |              |              |              |  |  |              |                         |              |              |              |  |  |              |                |              |              |              |  |  |        |                |        |        |        |        |        |
| 1            | Steffi Graf             | 6            | 6            |              |  |  |              |                         |              |              |              |  |  |              |                |              |              |              |  |  |        |                |        |        |        |        |        |
|              | Karina Habšudová        | 1            | 4            |              |  |  | 1            | Steffi Graf             | 6            | 7            |              |  |  |              |                |              |              |              |  |  |        |                |        |        |        |        |        |
|              | Barbara Paulus          | 3            | 2            |              |  |  | 8            | Lindsay Davenport       | 4            | 6            |              |  |  |              |                |              |              |              |  |  |        |                |        |        |        |        |        |
| 8            | Lindsay Davenport       | 6            | 6            |              |  |  |              |                         |              |              |              |  |  | 1            | Steffi Graf    | 4            | 6            | 6            |  |  |        |                |        |        |        |        |        |
| 3            | Arantxa Sánchez Vicario | 6            | 7            |              |  |  |              |                         |              |              |              |  |  | 5            | Jana Novotná   | 6            | 4            | 3            |  |  |        |                |        |        |        |        |        |
|              | Brenda Schultz-McCarthy | 4            | 6            |              |  |  | 3            | Arantxa Sánchez Vicario | 0            | 3            |              |  |  |              |                |              |              |              |  |  |        |                |        |        |        |        |        |
|              | Amanda Coetzer          | 4            | 1            |              |  |  | 5            | Jana Novotná            | 6            | 6            |              |  |  |              |                |              |              |              |  |  |        |                |        |        |        |        |        |
| 5            | Jana Novotná            | 6            | 6            |              |  |  |              |                         |              |              |              |  |  |              |                |              |              |              |  |  | 1      | Steffi Graf    | 6      | 4      | 6      | 4      | 6      |
| 6            | Anke Huber              | 5            | 2            |              |  |  |              |                         |              |              |              |  |  |              |                |              |              |              |  |  | 7      | Martina Hingis | 3      | 6      | 0      | 6      | 0      |
|              | Iva Majoli              | 7            | 6            |              |  |  |              | Iva Majoli              | 7            | 7            |              |  |  |              |                |              |              |              |  |  |        |                |        |        |        |        |        |
|              | Judith Wiesner          | 1            | 6            | 4            |  |  | 4            | Conchita Martínez       | 6            | 6            |              |  |  |              |                |              |              |              |  |  |        |                |        |        |        |        |        |
| 4            | Conchita Martínez       | 6            | 3            | 6            |  |  |              |                         |              |              |              |  |  |              | Iva Majoli     | 2            | 6            | 1            |  |  |        |                |        |        |        |        |        |
| 7            | Martina Hingis          | 6            | 6            |              |  |  |              |                         |              |              |              |  |  | 7            | Martina Hingis | 6            | 4            | 6            |  |  |        |                |        |        |        |        |        |
|              | Irina Spîrlea           | 2            | 1            |              |  |  | 7            | Martina Hingis          | 6            | 6            |              |  |  |              |                |              |              |              |  |  |        |                |        |        |        |        |        |
|              | Kimiko Date             | 5            |              |              |  |  |              | Kimiko Date             | 1            | 2            |              |  |  |              |                |              |              |              |  |  |        |                |        |        |        |        |        |
| 2            | Monica Seles            | 4            | r            |              |  |  |              |                         |              |              |              |  |  |              |                |              |              |              |  |  |        |                |        |        |        |        |        |

|                                                  |  |                                                   |
| Lindsay Davenport, winnares in het vrouwendubbel |  | Mary Joe Fernández, winnares in het vrouwendubbel |

| Prijzengeld \| Resultaat \| Prijzengeld (per team) \| \| ------------ \| ---------------------- \| \| winnaressen \| $ 200.000 \| \| finale \| $ 100.000 \| \| halve finale \| $ 50.000 \| \| eerste ronde \| $ 25.000 \| |                        |
| Resultaat | Prijzengeld (per team) |
| winnaressen | $ 200.000              |
| finale | $ 100.000              |
| halve finale | $ 50.000               |
| eerste ronde | $ 25.000               |

## Dubbelspel
De titelhoudsters waren Jana Novotná en Arantxa Sánchez Vicario, zij vormde het eerste reekshoofd en verloren in de finale van het derde reekshoofd Lindsay Davenport en Mary Joe Fernández
De enige deelneemster uit de lage landen was de Nederlandse Caroline Vis zij speelde samen met de Indonesische Yayuk Basuki en verloren in de eerste ronde van het vierde reekshoofd Meredith McGrath en Larisa Neiland.

### Geplaatste teams
| Nr. | Team                                 | Rang | Resultaat    | Uitgeschakeld door                   |
| --- | ------------------------------------ | ---- | ------------ | ------------------------------------ |
| 1.  | Jana Novotná Arantxa Sánchez Vicario |      | finale       | Lindsay Davenport Mary Joe Fernández |
| 2.  | Gigi Fernández Natallja Zverava      |      | halve finale | Lindsay Davenport Mary Joe Fernández |
| 3.  | Lindsay Davenport Mary Joe Fernández |      | winnaressen  | winnaressen                          |
| 4.  | Meredith McGrath Larisa Neiland      |      | halve finale | Jana Novotná Arantxa Sánchez Vicario |

### Toernooischema
| Legenda | Legenda                  |
| ------- | ------------------------ |
| Q       | Qualifier                |
| WC      | Deelname via wildcard    |
| LL      | Lucky Loser              |
| r       | Opgave / trok zich terug |
| w/o     | Walk-over                |
| Alt     | Alternate                |
| SE      | Special Exempt           |
| PR      | Protected Ranking        |
| d       | Diskwalificatie          |